# Saint-Maurice-de-Beynost
Saint-Maurice-de-Beynost és un municipi francès situat al departament de l'Ain i a la regió d'Alvèrnia-Roine-Alps. L'any 2007 tenia 3.885 habitants.

## Demografia

### Població
El 2007 la població de fet de Saint-Maurice-de-Beynost era de 3.885 persones. Hi havia 1.428 famílies de les quals 388 eren unipersonals (156 homes vivint sols i 232 dones vivint soles), 332 parelles sense fills, 564 parelles amb fills i 144 famílies monoparentals amb fills.
La població ha evolucionat segons el següent gràfic:
Habitants censats

### Habitatges
El 2007 hi havia 1.524 habitatges, 1.460 eren l'habitatge principal de la família, 7 eren segones residències i 57 estaven desocupats. 690 eren cases i 793 eren apartaments. Dels 1.460 habitatges principals, 863 estaven ocupats pels seus propietaris, 578 estaven llogats i ocupats pels llogaters i 19 estaven cedits a títol gratuït; 53 tenien una cambra, 102 en tenien dues, 283 en tenien tres, 473 en tenien quatre i 549 en tenien cinc o més. 1.078 habitatges disposaven pel capbaix d'una plaça de pàrquing. A 665 habitatges hi havia un automòbil i a 598 n'hi havia dos o més.

### Piràmide de població
La piràmide de població per edats i sexe el 2009 era:
| Homes | Edats   | Dones |
| ----- | ------- | ----- |
| 4     | 95 o +  | 4     |
| 0     | 90 a 94 | 12    |
| 20    | 85 a 89 | 20    |
| 16    | 80 a 84 | 28    |
| 28    | 75 a 79 | 52    |
| 56    | 70 a 74 | 52    |
| 116   | 65 a 69 | 88    |
| 76    | 60 a 64 | 104   |
| 128   | 55 a 59 | 60    |
| 104   | 50 a 54 | 132   |
| 92    | 45 a 49 | 116   |
| 120   | 40 a 44 | 124   |
| 168   | 35 a 39 | 160   |
| 184   | 30 a 34 | 168   |
| 148   | 25 a 29 | 168   |
| 136   | 20 a 24 | 124   |
| 128   | 15 a 19 | 120   |
| 136   | 10 a 14 | 164   |
| 192   | 5 a 9   | 160   |
| 136   | 0 a 4   | 164   |

## Economia
El 2007 la població en edat de treballar era de 2.505 persones, 1.847 eren actives i 658 eren inactives. De les 1.847 persones actives 1.681 estaven ocupades (863 homes i 818 dones) i 166 estaven aturades (78 homes i 88 dones). De les 658 persones inactives 167 estaven jubilades, 294 estaven estudiant i 197 estaven classificades com a «altres inactius».

### Ingressos
El 2009 a Saint-Maurice-de-Beynost hi havia 1.449 unitats fiscals que integraven 3.769 persones, la mediana anual d'ingressos fiscals per persona era de 18.301 €.

### Activitats econòmiques
Dels 168 establiments que hi havia el 2007, 3 eren d'empreses alimentàries, 6 d'empreses de fabricació de material elèctric, 12 d'empreses de fabricació d'altres productes industrials, 18 d'empreses de construcció, 40 d'empreses de comerç i reparació d'automòbils, 8 d'empreses de transport, 12 d'empreses d'hostatgeria i restauració, 3 d'empreses d'informació i comunicació, 9 d'empreses financeres, 7 d'empreses immobiliàries, 14 d'empreses de serveis, 27 d'entitats de l'administració pública i 9 d'empreses classificades com a «altres activitats de serveis».
Dels 38 establiments de servei als particulars que hi havia el 2009, 1 era una oficina de correu, 1 una oficina bancària, 6 tallers de reparació d'automòbils i de material agrícola, 2 autoescoles, 4 paletes, 5 guixaires pintors, 2 fusteries, 3 lampisteries, 1 electricista, 2 perruqueries, 8 restaurants, 2 agències immobiliàries i 1 saló de bellesa.
Dels 12 establiments comercials que hi havia el 2009, 1 era un hipermercat, 1 una botiga de més de 120 m², 3 fleques, 2 carnisseries, 2 llibreries, 1 una llibreria, 1 una sabateria i 1 una joieria.
L'any 2000 a Saint-Maurice-de-Beynost hi havia 7 explotacions agrícoles.

## Equipaments sanitaris i escolars
El 2009 hi havia 1 farmàcia i 1 ambulància.
El 2009 hi havia 1 escola maternal i 1 escola elemental.

## Poblacions més properes
El següent diagrama mostra les poblacions més properes.